# Гасснер, Фердинанд Симон
Фердинанд Симон Гасснер (нем. Ferdinand Simon Gaßner; 16 января 1798, Вена — 25 февраля 1851, Карлсруэ) — немецкий композитор, скрипач и дирижёр.

## Биография
Сын художника Симона Гасснера, работавшего в Карслруэ как оформитель придворного театра. Там же получил музыкальное образование. С 1816 года играл на скрипке в Майнцкой опере, там же изучал композицию под руководством Готфрида Вебера, работал корепетитором. В 1818 г. перебрался в Гисен как музикдиректор Гисенского университета, со следующего года также преподавал там. В 1826 г. вернулся в придворную капеллу Карлсруэ, преподавал вокал в оперном театре, в 1830—1850 гг. возглавлял придворную капеллу.
Из композиций Гасснера особым успехом пользовались балеты с его музыкой, а также кантата «Воскресение юноши из Наина» (нем. Die Auferweckung des Jünglings von Naim). Ему принадлежат учебные пособия по чтению партитур (нем. Partiturkenntniss, в двух томах, 1838, второе издание 1842) и дирижированию (нем. Dirigent und Ripienist für angehende Musikdirigenten; 1844). В 1840—1847 гг. редактировал музыкальную газету Zeitschrift für Deutschlands Musikvereine und Dilettanten. В 1847 г. под редакцией Гасснера вышло переработанное издание «Универсального музыкального словаря» (нем. Universallexikon der Tonkunst) Густава Шиллинга.